# Mahvít kormányzóság

Mahvít kormányzóság elhelyezkedése Jemenen belül

El-Mahvít kormányzóság (arabul محافظة المحويت [Muḥāfaẓat al-Maḥwīt]) Jemen huszonegy kormányzóságának egyike. Az ország nyugati részén fekszik. Északon Haddzsa, északkeleten Amrán, keleten és délkeleten Szanaa, nyugaton pedig al-Hudajda kormányzóság határolja. Székhelye el-Mahvít városa. Területe 2 452 km², népessége a 2004-es népszámlálási adatok szerint 494 557 fő.

## Fordítás
Ez a szócikk részben vagy egészben  a   Governorates of Yemen című angol Wikipédia-szócikk ezen változatának fordításán alapul.  Az eredeti cikk szerkesztőit annak laptörténete sorolja fel. Ez a jelzés csupán a megfogalmazás eredetét és a szerzői jogokat jelzi, nem szolgál a cikkben szereplő információk forrásmegjelöléseként.